# 苏民将来

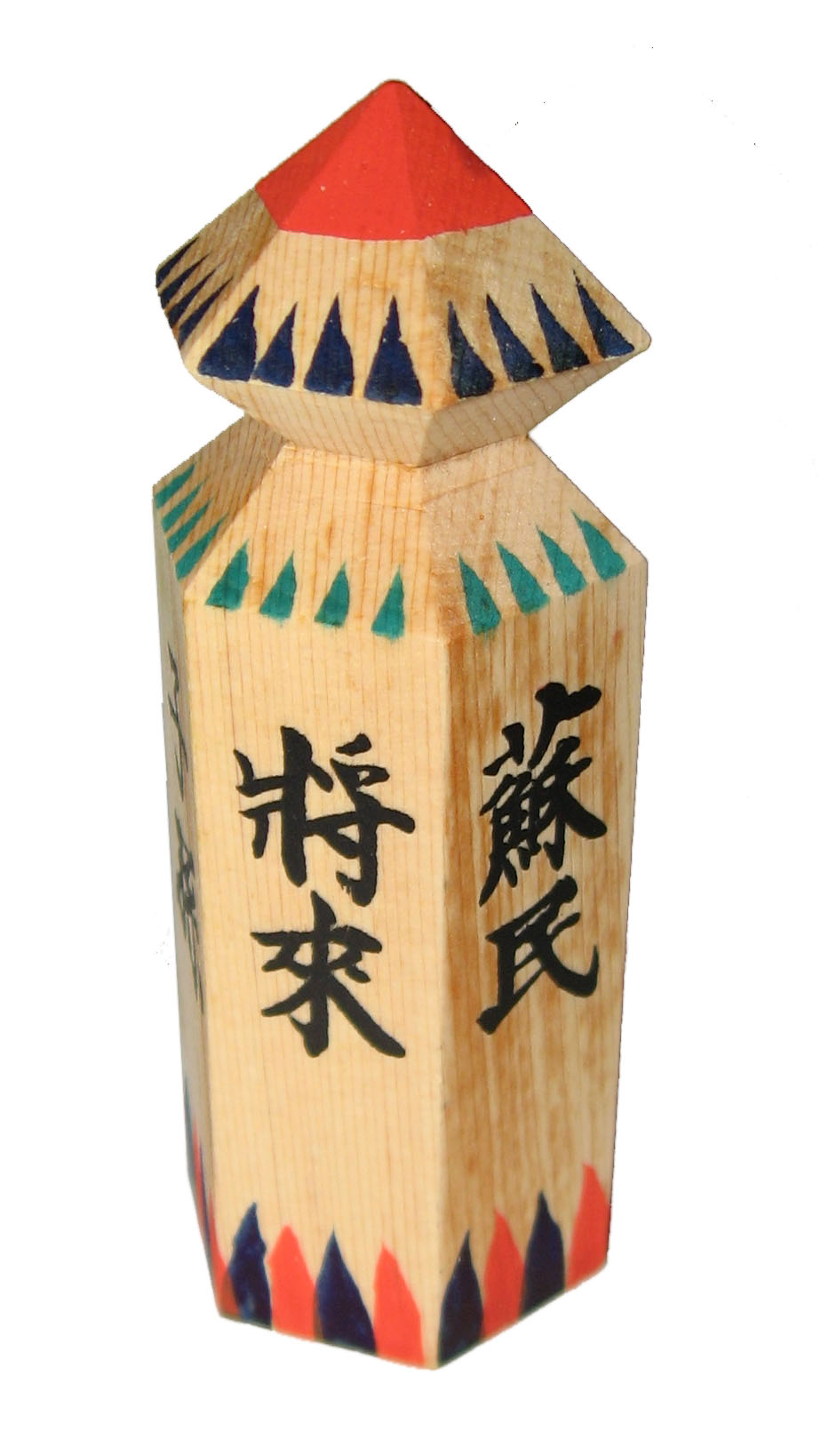
祇園神社 (神户市)的棱柱形苏民将来护符

苏民将来（日语：／ Somin Shōrai，也作等），是日本传统神话中的人物名字、神道神祗，也是一种护符的名称。
日本各地的一些祇园社系统的神社会授予信众有“苏民将来”字样的护符（御守），这样的御守被认为能消灾祸、祛疫病、招福。一些家庭会在家门口悬挂写有“苏民将来子孙家门”字样的木札。

## 传说内容

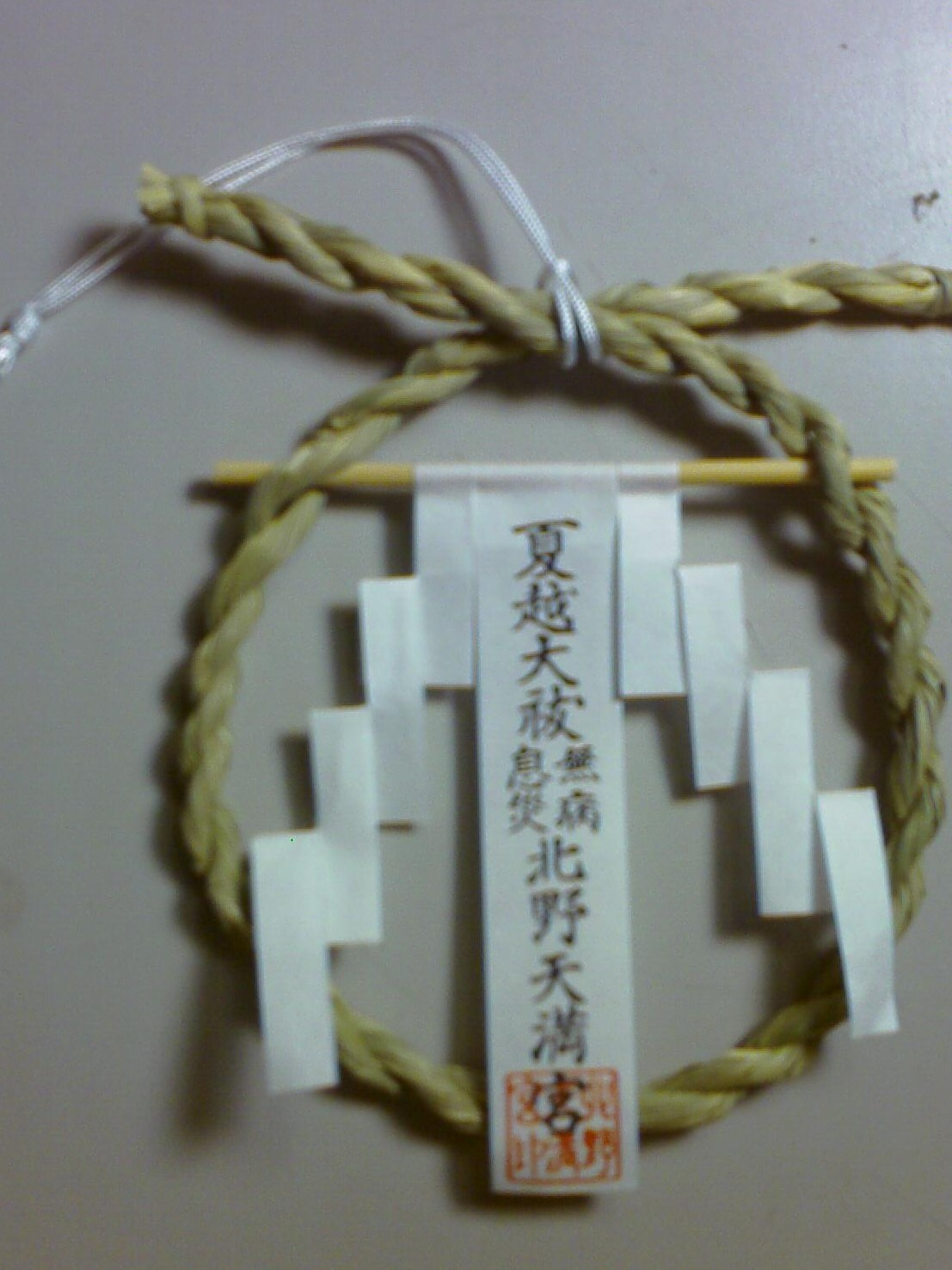
茅草环（茅の輪）形状的御守

苏民将来的传说最早见于《备后国风土记》。武塔神在求婚的旅途中请求落脚借宿。兄弟两人中的弟弟巨旦将来家境富裕，但拒绝了武塔神；而哥哥苏民将来虽然贫困，却招待了武塔神。武塔神数年后再次来访时，将茅草编成的环授予苏民将来的女儿，令其佩戴在腰上，而将当地的其他人全部杀尽（也作将弟弟巨旦将来全家杀尽或其余人都死于疫病等）。武塔神宣示了自己其实是速须佐能雄神（素戋鸣尊），并告诉苏民将来之女，佩戴茅草环，自称“苏民将来之子孙”可以祛除疫病。:5,6

## 起源
武塔神和苏民将来的传说的起源目前未有定论。
一说武塔神来源于佛教密宗的“武答天神王”。一说武塔神来源于日本神“武胜神”（日语：／）。一说武塔神来自朝鲜半岛传统信仰，认为武塔神即牛头天王，其妻为颇梨采女；武塔神源自朝鲜的“巫堂”，而颇梨采女来自“钵里公主”。

## 祭典
京都八坂神社的祇园祭最初是为了镇压怨灵而举办的，但自平安时代末期就转变为镇压疫病神的佩戴花笠、使用山车的游行祭典。山车上的“山鉾”用来驱除疫鬼，花笠能够以咒力将疫鬼封印在其中，祇园祭的舞蹈步法也是封印疫鬼的咒法。恶灵和疫鬼被驱逐到有素戋鸣尊和苏民将来镇守的八坂神社，最终被镇压、驱散。
以岩手县黑石寺为代表的苏民祭是日本的著名裸祭之一。苏民祭一般在农历正月举行，大量男子会仅穿兜裆布在严寒中争夺写有“苏民将来”的护符。

## 护符

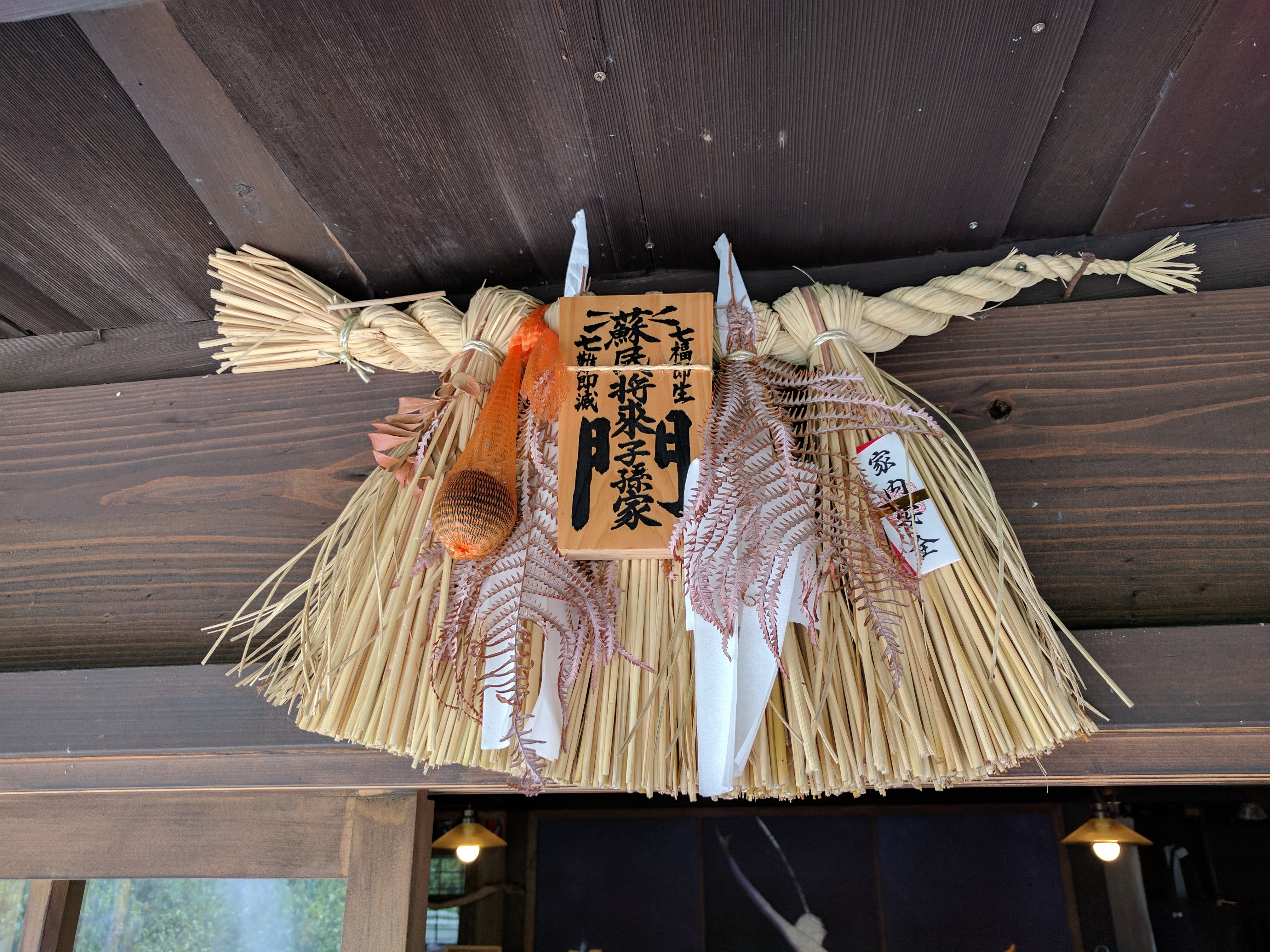
写有“苏民将来子孙家门”的门符

苏民将来也是一类护符的名字，也称“苏民守”。其形式有数种：六棱柱或八棱柱形的木棒，侧面写有苏民将来等文字；纸质咒符，上书“苏民将来之子孙”等文字；门符（木札），上书“苏民将来子孙家门”等文字的木板，悬挂于家门上方。
棱柱形式的苏民守也被视为一种日本乡土玩具。日本乡土玩具研究家有坂与太郎曾经在自家宅院里修建过二层的玩具仓库，名“苏民塔”，外形似此种苏民将来符。